# Lipocheilus
Lipocheilus is een monotypisch geslacht van straalvinnige vissen uit de familie van snappers (Lutjanidae). Het geslacht is voor het eerst wetenschappelijk beschreven in 1977 door Anderson, Talwar & Johnson.

## Soort
- Lipocheilus carnolabrum (Chan, 1970)